# Kamion (Żyrardów)
Pour les articles homonymes, voir Kamion.
Kamion (prononciation : [ˈkamjɔn]) est un village polonais de la gmina de Puszcza Mariańska dans le powiat de Żyrardów de la voïvodie de Mazovie dans le centre-est de la Pologne.
Il se situe à environ 7 kilomètres au sud-ouest de Puszcza Mariańska (siège de la gmina), 16 kilomètres au sud-ouest de Żyrardów (siège de la Powiat) et à 59 kilomètres au sud-ouest de Varsovie (capitale de la Pologne).
Le village compte approximativement une population de 420 habitants.

## Histoire
De 1975 à 1998, le village appartenait administrativement à la voïvodie de Skierniewice.